# Кононов, Олег Дмитриевич
Олег Дмитриевич Кононов — советский и российский учёный в области мелиорации сельскохозяйственных земель, член-корреспондент РАСХН (2010), член-корреспондент РАН (2014).

## Биография
Родился 03.07.1942 г. в д. Шестниковская Вельского района Архангельской области. Окончил Всесоюзный сельскохозяйственный институт заочного образования (ВСХИЗО) (1982).
- 1968—1973 директор Сольвычегодской машинно-мелиоративной станции,
- 1973—1976 начальник управления производственно-технической комплектации Союзархангельскводстроя,
- 1976—1987 заместитель начальника объединения «Архангельскмелиорация»,
- 1987—2002 директор Архангельской опытно-мелиоративной станции.

С 2001 г. профессор кафедры лесоводства и почвоведения Архангельского государственного технического университета. В 2003—2016 директор ФГБНУ «Архангельский научно-исследовательский институт сельского хозяйства».
Специалист в области мелиорации сельскохозяйственных земель.
Доктор сельскохозяйственных наук (2001), профессор (2001), член-корреспондент РАСХН (2010), член-корреспондент РАН (2014).
Заслуженный мелиоратор Российской Федерации (1999). Награждён медалями «За трудовое отличие» (1971), «Ветеран труда» (1988), серебряной медалью ВДНХ (1991).
Публикации:
- Практические рекомендации по выборочной (локальной) реконструкции осушительных систем с применением местных строительных материалов для коллективных фермерских и крестьянских хозяйств Архангельской области / соавт. С. А. Уваров. — Архангельск, 1997. ― 87 с.
- Концепция устойчивого развития основных типов сельских территорий Архангельской области / соавт.: О. А. Горбань и др.; Арханг. НИИ сел. хоз-ва. ― Архангельск, 2007. ― 38 с.
- Оценка эффективности мероприятий по возрождению сельских территорий Архангельской области и перспектив их развития в условиях современной государственной политики: моногр. / соавт.: О. В. Иконникова и др.; ГНУ Арханг. НИИ сел. хоз-ва. — М.; Архангельск: Ин-т упр., 2011. — 149 с.
- Агроэкологическая оценка сельскохозяйственных угодий Архангельской области: моногр. / соавт.: Т. А. Блынская и др.- Архангельск: ИПЦ САФУ, 2013. — 123 с.